# Мантуров, Олег Васильевич
Олег Васильевич Мантуров (3 июля 1936 года, Москва — 23 июля 2011, там же) — советский и российский учёный-математик, профессор, Заслуженный деятель науки Российской Федерации (1996).

## Биография
Окончил механико-математический факультет Московского государственного университета в 1953 году, аспирантуру по кафедре дифференциальной геометрии под руководством заведующего этой кафедрой профессора Петра Константиновича Рашевского.
В 1963 году Олег Васильевич Мантуров защитил диссертацию на соискание степени кандидата физико-математических наук. В диссертации было проведено описание широкого класса однородных пространств с неприводимой группой вращений. Спустя семь лет американский математик Дж. А. Вольф заново открыл этот класс пространств, и теперь они называются пространства Мантурова-Вольфа. В 1973 году О. В. Мантуров в Казанском государственном университете защитил диссертацию «Векторные расслоения над компактными однородными пространствами» на соискание степени доктора физико-математических наук.
Значительная часть жизни Олега Васильевича связана с преподавательской деятельностью. В 1981—2009 годах он работал в Московском областном педагогическом институте имени Н. К. Крупской (ныне Московский государственный областной университет), где был проректором по научной работе и много лет заведовал кафедрой геометрии. Всю свою жизнь профессор О. В. Мантуров вел активную научную и педагогическую работу, в том числе и за пределами России. Круг его научных интересов был необычайно широк: теория групп и алгебр Ли, инвариантные тензоры на однородных пространствах, теория мультипликативного интеграла, задачи компьютерной геометрии, проблемы методики преподавания математики. Много лет он участвовал в работе старейшего педагогического семинара Москвы «Передовые идеи в преподавании математики» и в течение длительного времени был одним из руководителей семинара по векторному и тензорному анализу на механико-математическом факультете МГУ.
Под руководством Олега Васильевича Мантурова более 40 аспирантов и соискателей успешно защитили кандидатские, а трое его учеников — также докторские диссертации.
Олег Васильевич Мантуров — член Московского математического общества, Американского математического общества.
Профессор О. В. Мантуров — заслуженный деятель науки Российской Федерации. Результаты научной и педагогической деятельности О. В. Мантурова отражены в более чем ста публикациях.[каких?]